# Толстой-Юрт
Толстой-Юрт (рос. Толстой-Юрт) — село у Грозненському районі Чечні Російської Федерації.
Населення становить 10318 осіб. Входить до складу муніципального утворення Толстой-Юртовське сільське поселення.

## Історія
Згідно із законом від 20 лютого 2009 року органом місцевого самоврядування є Толстой-Юртовське сільське поселення.

## Населення
| 1970 | 1979  | 1990  | 2002  | 2010  |
| ---- | ----- | ----- | ----- | ----- |
| 4286 | ↗5106 | ↗6205 | ↗7755 | ↗8097 |

## Уродженці
- Омаров Магомед Хасієвич (1902—?) — радянський чеченський політичний, партійний і громадський діяч, керівник Чеченської автономної області (1932—1934 роки).
- Татаєв Ваха Ахмедович (1914—1977) — радянський чеченський актор, міністр культури Чечено-Інгуської АРСР.